# 切沃维罗纳足球俱乐部
切沃維羅納足球俱樂部（Associazione Calcio ChievoVerona，簡稱：A.C. ChievoVerona，一般稱為基爾禾）是一間位於意大利北部威尼托區維羅納市已清盤的足球會，於1929年成立。1986年才首次加入乙組聯賽，2001年球會歷史上首次升上甲組聯賽，但該屆球隊表現突出，並曾經擊敗國際米蘭等勁旅，被稱為「神奇球隊」（miracle Chievo），最後他們以聯賽第五名的佳績得以出席。2007年，球隊以一分之微護級失敗，降落乙組。但翌年火速重返甲組。
2021年，球隊由於不能達到相應的財政標準，被逐出意大利足球乙级联赛，其後又因為遲遲找不到買家，球隊最終宣佈清盤，而在2021-22賽季，只有其的青年軍在比賽。曾經於2000年至2019年效力基爾禾的前隊長沙治奧·柏利斯亞在球隊處於面臨清盤下努力尋找新的財團注資，然而柏利斯亞在2021年8月21日在instagram帖子中宣布，在聯賽註冊截止日期前沒有及時找到財團。柏利斯亞最後決定成立一支新的球隊，球隊最初命名為 FC Chievo 2021，隨後賽會因名稱與基爾禾相似而被警告，最終更名為FC Clivense。

## 歷史
早年
基爾禾於1929年由一小群任職工廠工人的足球發燒友在维罗纳附近的切沃（Chievo）成立，名為「Opera Nazionale Dopolavoro Chievo」，球衣為藍白色，最初只是參加當地業餘的錦標賽及友誼賽作為工餘活動，但球隊於1936年因經濟困難而解散，直到第二次世界大戰後的1948年才重組以「Associazione Calcio Chievo」名義再次參賽，在地區「Lega Regionale Veneta」乙組聯賽作賽，1951年升班甲組。1957年搬遷到「Carlantonio Bottagisio」，一直使用到1986年。1959年義大利聯賽重組，成立全國性業餘聯賽，當地甲組聯賽改組為第六級聯賽的「Seconda Categoria Veneta」，位處聯賽金字塔最底第二層，同年獲得贊助更名為「A.C. Cardi Chievo」及升班到「Prima Categoria Veneta」。1962年降班返回「Seconda Categoria Veneta」。
連續升班

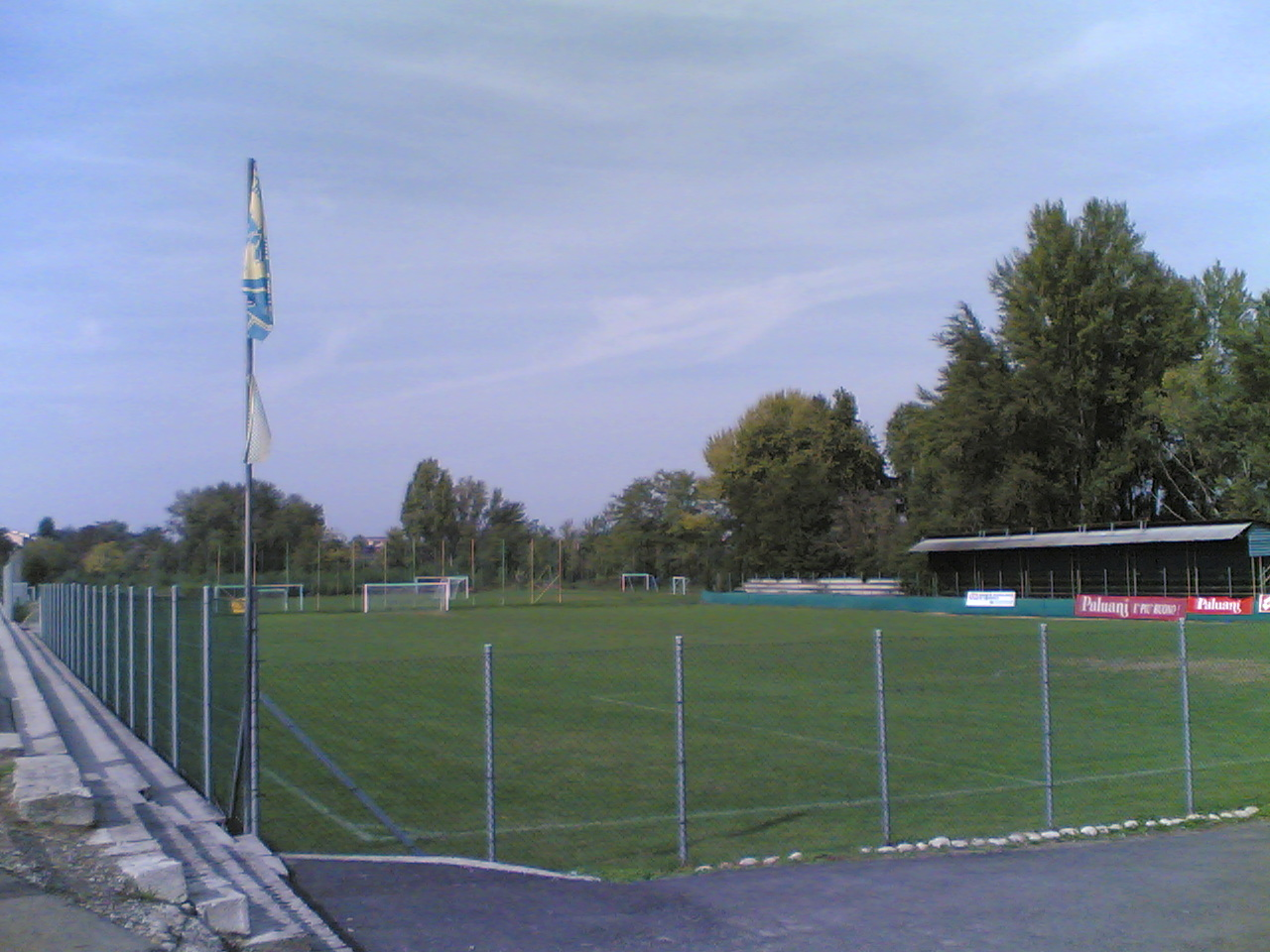
由1957年使用到1986年的「Carlantonio Bottagisio」

1964年西餅店「Paluani」東主（Luigi Campedelli）獲選為球隊新任主席，在他父子的任內，基爾禾由義大利聯賽金字塔底層一直爬升到頂端，首先於1974/75年球季升班意丁；1980年更名「A.C. Paluani Chievo」，1986年聯賽榜首兩隊同分，需要進行附加賽決定升班資格，雖然基爾禾在加時賽1-1後互射十二碼2-4落敗，但對手最後被取消資格，基爾禾得以意丁冠軍身份升班意丙二（Serie C2），再次更名「A.C. Chievo S.r.l.」及搬遷到位於维罗纳的賓迪葛迪球場（Stadio Marcantonio Bentegodi）現址，與維羅納共用主場。1989年再一次以冠軍名義升班到意丙一（Serie C1）；翌年更名為現今的「A.C. ChievoVerona S.r.l.」。
1992年升任球隊會長僅兩年的因心臟病發逝世，由他年僅23歲的兒子（Luca Campedelli）接任，是全義大利職業球會中最年輕的會長，隨即委任阿尔贝托·马莱萨尼（Alberto Malesani）出掌球隊。1993/94年球季基爾禾又贏取意丙一聯賽冠軍，升班上意乙，將與同市球隊維羅納狹路相逢。1997年马莱萨尼轉投，西尔维奥·巴尔迪尼（Silvio Baldini）接任主教練。僅一季後換上多米尼克·卡索（Domenico Caso）任教，成為首位在上場後被炒的主教練，由洛伦佐·貝利斯圖（Lorenzo Balestro）接手。
2000/01年球季路易吉·德尔内里（Luigi Del Neri）簽約掌管兵符，季尾基爾禾與皮亚琴察同分奪得聯賽季軍，帶領球隊歷來首次升班意甲。
意甲歲月：2001-2007年

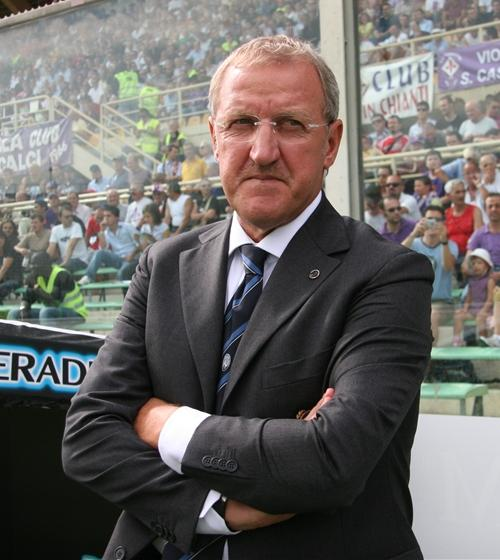
德尔内里打造「神奇球隊」

2001/02年球季是基爾禾登陸意甲的處子球季，季前大部分評論認定球隊會於季後降班，規模細小兼不為人重視的基爾禾卻出人意表，成為意甲最令人驚訝的球隊，打法流麗而富娛樂性，更連續6週佔據聯賽榜首席位，球季結束取得令人尊敬的第5位成績，並獲得歐洲足協盃的參賽資格，當季同市的維羅納降班意乙。
2002/03年球季基爾禾初次踏足歐洲賽場，這名新丁在歐洲足協盃首回合遇上沙場老手贝尔格莱德红星，首回合作客守和0-0，雙方各射失一個十二碼；但次回合主場卻以0-2落敗結束首次歐洲之旅。這個球季基爾禾在意甲排名第7位，僅比同分排第5位的及少1分，失落歐洲比賽的入場劵。2003/04年球季是德尔内里最後一年帶領球隊，結果取得中游的第9位，季後德尔内里轉投歐聯冠軍葡超的波圖接替。
經歷三個順風順水的意甲球季後，2004/05年球季是艱苦的開始，沒有意甲執教經驗的马里奥·贝雷塔（Mario Beretta）獲聘接掌球隊，季初表現強勁，在聯賽榜排在及AC米蘭之後的第3位，但基爾禾逐漸後勁不繼，排名不斷滑落，在剩餘三輪比賽時，排在榜尾第3位的降班區域內，贝雷塔終於難逃被解雇，由球隊前隊員兼副手毛里奇奥·丹杰洛（Maurizio D'Angelo）暫代職務，球隊隨即回復士氣，在最後3場比賽取得2勝1和不敗成績，與錫耶納同分排第14位成功保級，僅比降班的博洛尼亚多1分。

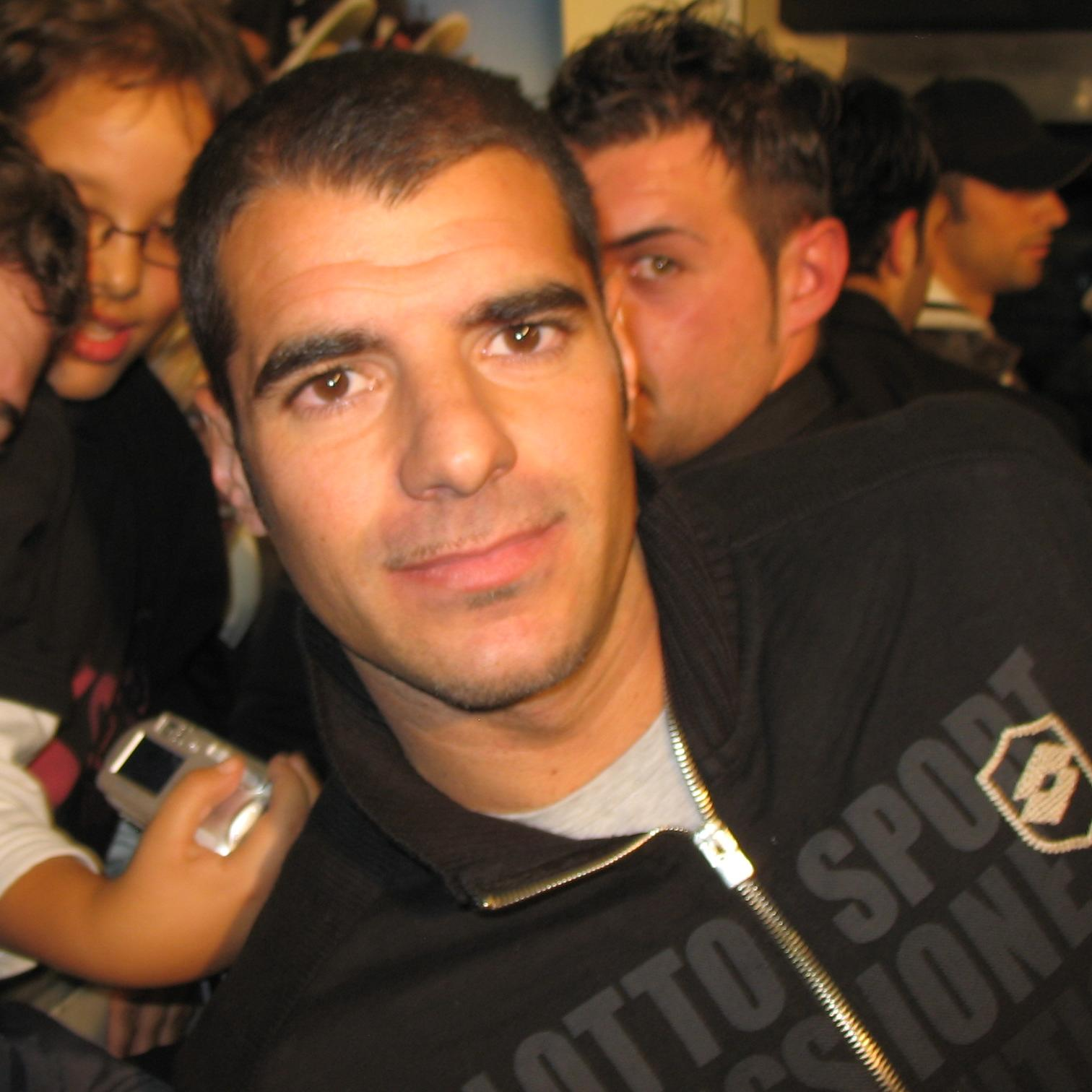
柏路達保持球隊最高身價的紀錄

2005/06年球季由上季帶領取得意乙升班附加賽資格的朱塞佩·皮隆（Giuseppe Pillon）上任主教練，球隊的踢法及戰績返回德尔内里的輝煌時期，球季結束原本排於第7位及取得一張歐洲足協盃入場劵，但由於揭發操縱賽果醜聞，數隊排名在基爾禾之上的頂班球隊牽涉在內，使到「飛天驢子」來季有權參賽欧洲冠军联赛的外圍賽。
2006年7月14日意甲醜聞判決，原本取得歐聯參賽權的、AC米蘭及和取得足協盃參賽權的，一同被禁參加2006/07年球季的歐洲足協比賽，雖然稍後AC米蘭向義大利足球協會上訴獲准恢復參賽歐聯，基爾禾在聯賽排名獲提升上第4位，與AC米蘭一同參賽歐聯外圍賽第三圈。基爾禾的對手是來自保加利亞的索菲亞列夫斯基，首回合作客索菲亞先落後0-2；次回合返回主場，半場再失多兩球，下半場憑阿馬利梅開二度追平2-2完場，累計2-4被淘汰出局轉戰足協盃。基爾禾直接晉級足協盃第一圈，面對葡超球會布拉加，首回合作客先負0-2；次回合返回维罗纳，雖然下半場有保罗·萨马科（Paolo Sammarco）被罰紅牌離場，而對手亦有球員兩黃變紅離場，基爾禾於法定時間90分鐘追回兩球，累計2-2需要加時賽，於加時上半場完場前被對手射入，下半場再有安德雷·赞切塔（Andrea Zanchetta）被罰離場，9人應戰無力扳平，最終累計2-3再於歐洲賽場首輪出局。
2006年10月16日在0-1負於後，球隊撤換主教練皮隆，由一手打造「神奇球隊」（miracle Chievo）的路易吉·德尔内里（Luigi Del Neri）回朝執教。但歐洲與國內雙線發展對資源薄弱的基爾禾負擔過重，於2006/07年球季煞科日，連同基爾禾在內共有5隊同時深陷降班危機，基爾禾對護級對手卡利亞里只要賽和即可成功保級，但不幸以0-2落敗，加上同時作賽的、錫耶納及均贏得比賽，基爾禾最終以1分之微被迫降班意乙，結束首段6年頂級聯賽之旅。
降班球季：2007-08年

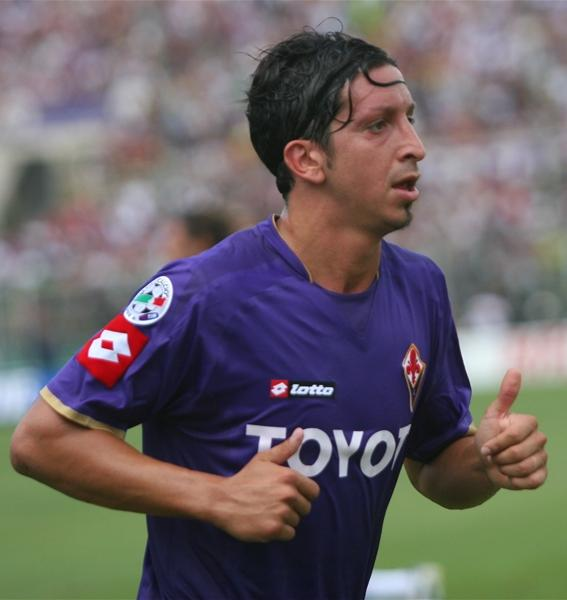
塞米奥利為球隊上陣超過130場

基爾禾降班後重整軍容，希望能夠立即重返意甲行列。雖然有部分主將如佛朗哥·塞米奥利（Franco Semioli）、萨尔瓦托雷·兰纳（Salvatore Lanna）、保罗·萨马科（Paolo Sammarco）及埃尔容·博格达尼（Erjon Bogdani）相繼離隊，主教練由德尔内里換上朱塞佩·亚基尼（Giuseppe Iachini），而隊長洛伦佐·丹纳（Lorenzo D'Anna）亦退下改由塞尔吉奥·佩利西耶（Sergio Pellissier）帶上臂章，一支新的球隊逐漸成形，新加盟的球員包括中場毛里西奥·西亚拉米塔罗（Maurizio Ciaramitaro）及西蒙尼·本蒂沃利奥（Simone Bentivoglio）、後衛塞萨尔（César）及前鋒安蒂莫·伊昂科（Antimo Iunco）。球隊在遏冬前與博洛尼亚併列榜首成為半程冠軍，更於第41週聯賽1-1賽和格罗塞托後，比排第3位的萊切多4分，提早一輪確定升班席位，更於聯賽煞科日以1分之微壓倒博洛尼亚贏取意乙冠軍桂冠，是球隊近14年來贏得的唯一錦標。
重返意甲
2008/09年球季基爾禾重返頂級聯賽，隨即為護級而掙扎，2008年11月3日慘吞三隻光蛋後兩日，開季17輪比賽僅取得9分的主教練亚奇尼被解職，由前教頭（Domenico Di Carlo）走馬上任。基爾禾狀態開始復甦，逐漸走出降班區域，重要戰績包括作客羅馬奧林匹克體育場以3-0擊敗意大利盃盟主及3-3作客賽和，隊長兼主力前鋒塞尔吉奥·佩利西耶（Sergio Pellissier）生涯首次演出帽子戲法，協助球隊於完場前扳成平手取得寶貴的1分，在季末連串對頂級球會如羅馬、國際米蘭及热那亚均能保持和局得分，球隊逐步脫離降班區域，於第37週主場0-0賽和博洛尼亚後確保護級成功，最後有驚無險以第16位結束球季。
解散
2021年7月，切沃因欠税无法按时完成意乙的注册手续，被取消新赛季意乙联赛资格，申诉无果。前队长塞尔吉奥·佩利西耶带头寻找下家重组球队用切沃的队名参加丁级联赛，但在8月21日，他在Instagram发帖宣布未能在意丁联赛注册截止前找到下家。同时，原切沃俱乐部已向国务委员会提出上诉，反对将其排除出联赛，目前其并未在任何级别的联赛注册，但仍有权在接下来的几周内申请威尼托业余联赛的席位。坎帕德利最终选择在2021至2022赛季将俱乐部作为一支青年队保留下来，而佩利西耶决定自己创建一家新俱乐部，并已经加入意大利足球联赛体系最底层的意大利足球三类联赛；该俱乐部原名为FC Chievo 2021，在切沃发出法律警告后，更名为FC Clivense。
2024年5月10日，塞尔吉奥·佩利西耶和当时在意丁联赛中的Clivense的所有者在拍卖中成功获得了原始切沃维罗纳俱乐部的标志和冠名权。5月29日晚些时候，克利文斯正式将其名称改为AC切沃维罗纳，从而成为原始俱乐部的合法继承者，尽管其颜色仍为白色和蓝色。

### 聯賽紀錄
| 級別 | 屆數 | 首次參賽    | 最近參賽    |
| ---- | ---- | ----------- | ----------- |
| 意甲 | 8    | 2001/2002年 | 2009/2010年 |
| 意乙 | 8    | 1994/1995年 | 2020/2021年 |
| 意丙 | 8    | 1986/1987年 | 1993/1994年 |
| 意丁 | 11   | 1975/1976年 | 1985/1986年 |

## 球衣與會徽

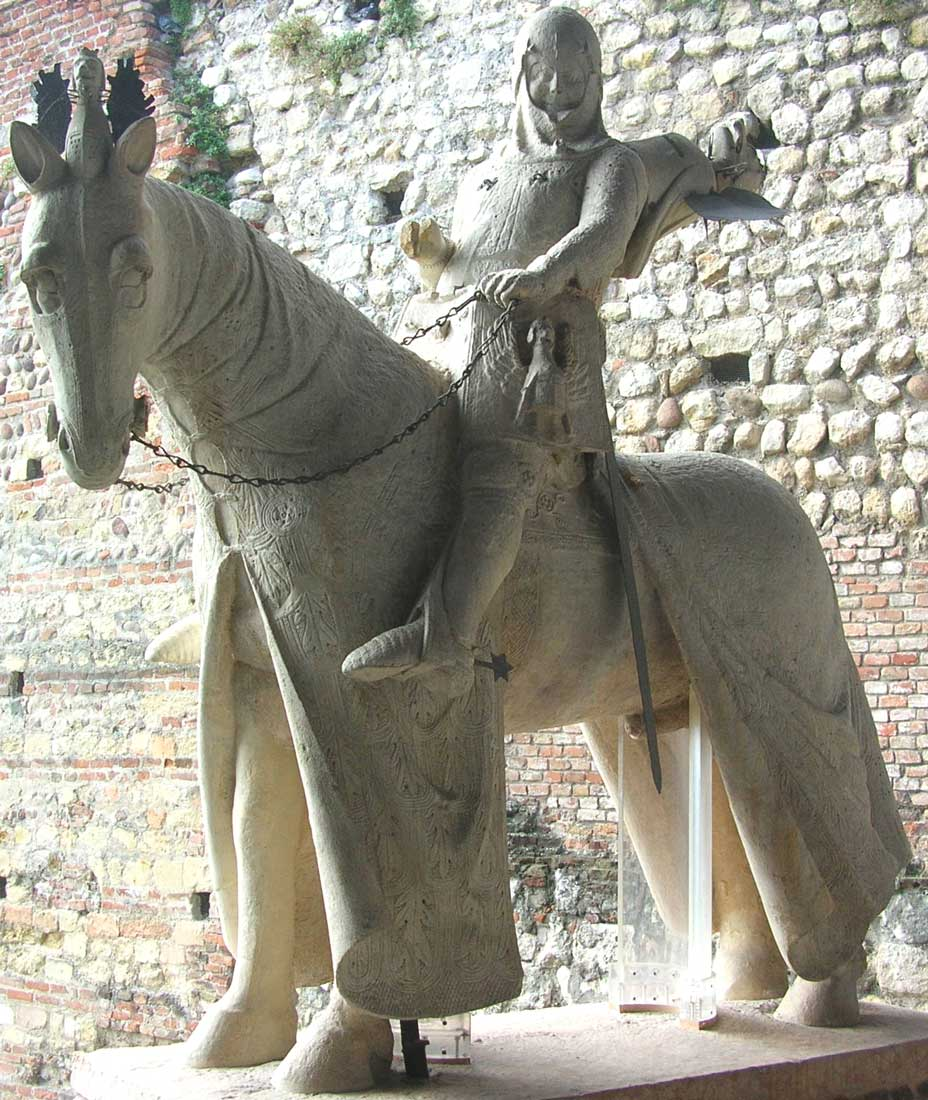
基爾禾會徽源於维罗纳領主史卡拉的騎馬像

基爾禾傳統的球衣是藍白色而非現在的藍黃色，在義大利球壇獲大部分球迷公認稱為「Gialloblu」（黃藍）的球隊正是维罗纳當地的「希臘維羅納」（Hellas Verona），基爾禾後來亦採用「Gialloblu」作為球隊的暱稱，本地球迷則稱之為「Ceo」，即维罗纳語的「切沃」，但現在較常用「mussi volanti」，是威尼斯語「飛天驢子」的意思。
基爾禾自1986年才由鄰近的小行政區切沃（Chievo）遷入维罗纳，與「希臘維羅納」共用賓迪葛迪球場（Stadio Marc'Antonio Bentegodi）作為主場。在1980年代以前「希臘維羅納」根本不視基爾禾為對手，其打吡對手是相距較遠的威尼斯、及亞特蘭大。近年「希臘維羅納」的球迷不服基爾禾的冒起，認為基爾禾盜用球隊的隊色、暱稱及球場，當1994年基爾禾升班上意乙後，兩軍有機會正面交鋒，對賽球迷互相對駡，當時仍在意甲及意乙之間浮沉的「希臘維羅納」球迷諷刺基爾禾：「如果基爾禾升班到意甲，驢仔也會飛上天！」（donkeys would fly before Chievo made it to Serie A）。
但基爾禾真的在2001年獲得意乙季軍升班到意甲，除首年2001/02年球季兩隊同時在意甲角逐後，「希臘維羅納」即告一沉不起，由意甲、意乙不斷沉淪到現時處身由意丙一（Serie C1）更名的意丙（Lega Pro Prima Divisione）。基爾禾的球迷現時以被稱為「飛天驢子」為榮。
基爾禾現時會徽上的形象取自古代维罗纳領主坎格兰德一世·戴拉·史卡拉（Cangrande I della Scala），這亦惹來「希臘維羅納」球迷的不滿，因為其球隊另一個暱稱「Scaligeri」正代表長久以來與维罗纳領主史卡拉家族的關連，特別是坎格兰德一世的父親兼首任領主馬斯帝諾一世·戴拉·史卡拉（Mastino I della Scala）。

## 主場球場
賓迪葛迪球場（Stadio Marc'Antonio Bentegodi）是位於義大利维罗纳的運動場，現時是基爾禾及希臘維羅納共用的主場球場。
賓迪葛迪球場建於1963年，於同年12月15日揭幕，可容39,371名觀眾，除用作足球比賽外，亦可供田徑比賽及音樂會，採用當時最高規格設計，對於1985年贏得一屆意甲冠軍後長居意乙的希臘維羅納實在是一種奢侈，幸而近年基爾禾冒起，於1986年開始使用賓迪葛迪球場作為主場，才不致浪費這個一流球場。
於1989年為舉行1990年世界盃而進行改建，工程包括為所有看台加建頂蓋，改善視野、公共交通的連接及服務。1990年世界盃賓迪葛迪球場合共上演4場比賽，包括3場"E"組分組賽，比利時2-0擊敗南韓、比利時3-1擊敗烏拉圭、比利時1-2負於西班牙及1場16強淘汰賽南斯拉夫加時2-1擊敗西班牙。
基爾禾雖然升班到意甲已有一段時間及取得一定的成績，但在维罗纳受歡迎的程度遠遠不如原裝正版「Gialloblu」的希臘維羅納，基爾禾原本的基地切沃只是一個擁有約2,500人口的小區，基礎球迷數目不足，在兩隊對陣的打吡戰，在兩隊共用的賓迪葛迪球場，就算輪席由基爾禾作東道主場，其偏少的球迷仍只能到供客隊球迷入場的看台觀戰。隨著球隊取得不俗的戰績，其球迷數目約有4-5,000人。由於球隊本身資源有限，營運資金主要來自電視轉播權帶來的收入。

## 榮譽
意乙
- 冠軍：2007/08年；

意丙一
- 冠軍：1993/94年；

意丙二
- 冠軍：1988/89年；

意丁
- 冠軍：1985/86年；

## 著名球員

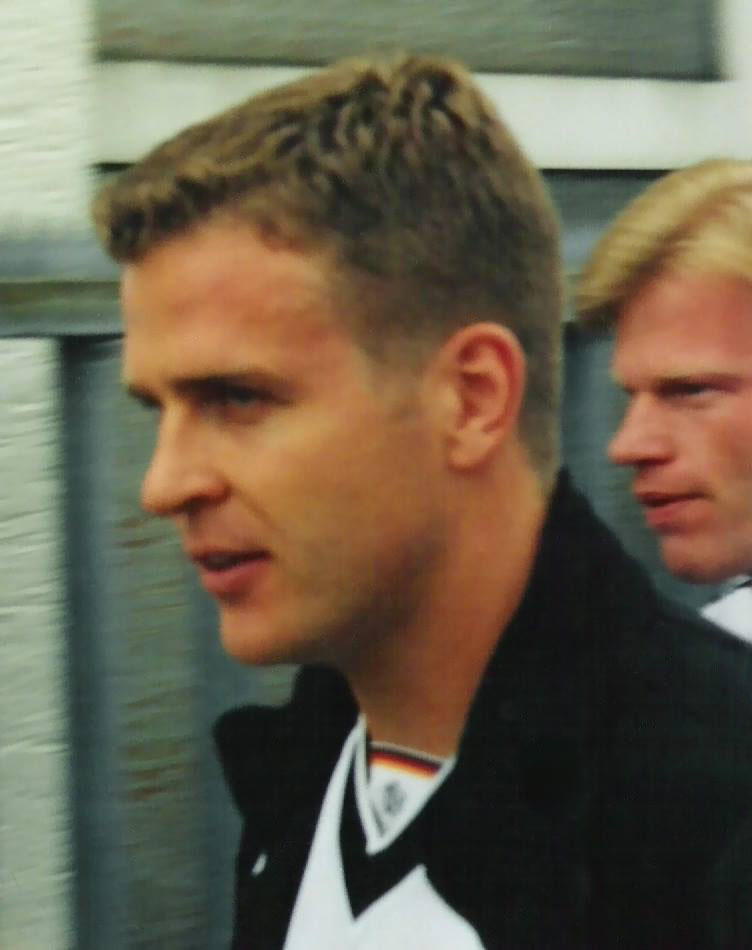
比亞荷夫於退役前短暫效力一季

- （Amauri）
- （Simone Barone）
- （Andrea Barzagli）
- （Oliver Bierhoff）
- （Matteo Brighi）
- 尤金尼奥·科里尼（Eugenio Corini）
- 伯纳多·科拉迪（Bernardo Corradi）
- （Stefano Fiore）
- （Nicola Legrottaglie）
- 马西莫·马拉齐纳（Massimo Marazzina）
- 卢卡·马尔凯贾尼（Luca Marchegiani）
- （Victor Nsofor Obinna）
- （Simone Perrotta）

## 外部連結
- 官方網站（页面存档备份，存于）（意大利文）